# Contea di Shangli
La contea di Shangli (上栗县S, Shànglì XiànP) è una contea della Cina, situata nella provincia di Jiangxi e amministrata dalla prefettura di Pingxiang.